# Veiligheidsketen

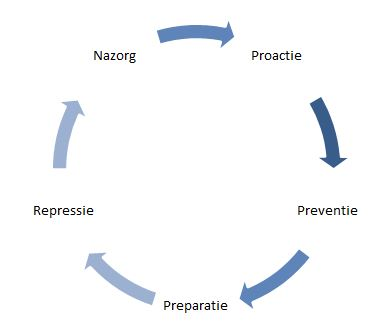
De schakels van de veiligheidsketen

De veiligheidsketen is een methodiek die door het ministerie van Binnenlandse Zaken en Koninkrijksrelaties werd opgenomen in haar visie op Integrale Veiligheid, om de rampenbestrijding, de crisisbeheersing en de veiligheidszorg vorm te geven en te professionaliseren. Het is onbekend wie de methodiek als eerst presenteerde.

## De schakels van de veiligheidsketen
De veiligheidsketen bestaat uit vijf fasen of schakels, namelijk proactie, preventie, preparatie, repressie en nazorg. Elk van deze schakels vraagt om een eigen aanpak. Fixatie op één of enkele schakel(s) dient te worden voorkomen om de kans op een ramp of een crisis niet verder te vergroten.
ProactieProactie is het wegnemen van structurele oorzaken van onveiligheid. Het gaat hierbij bijvoorbeeld om beslissingen over de inrichting van de openbare ruimte. Zo kan het vestigen van een nieuwe inrichting verboden worden, vanwege de risico’s voor de omgeving. Proactie lijkt eenvoudig en voor de hand liggend, maar in de praktijk is het vaak een moeizaam proces. Proactieve maatregelen kosten namelijk veel geld en ze bewijzen pas hun nut bij calamiteiten, terwijl ze juist helpen voorkomen dat calamiteiten zich voordoen.
PreventiePreventie is het nemen van maatregelen om onveiligheid die zich kan voordoen te voorkomen of vroegtijdig te stoppen en daarmee ongewenste gevolgen te beperken. Denk hierbij aan het geven van voorlichting, het aanbrengen van goed hang- en sluitwerk (inbraakpreventie) en het monteren van brandmelders (brandpreventie).
PreparatiePreparatie is het nemen van maatregelen die een goede reactie op een ramp of crisis mogelijk maken. Als er ondanks de proactie en preventie toch iets misgaat, is men effectief voorbereid. Hulpdiensten als politie, brandweer en GHOR komen hierbij in beeld. Preparatie betekent in dat geval dat deze diensten goed zijn uitgerust, opgeleid en geoefend. Ook burgers en bedrijven kunnen zich prepareren. Zo stellen bedrijven bijvoorbeeld ontruimingsplannen op en oefenen daarmee.
RepressieRepressie, of respons, is de daadwerkelijke bestrijding van rampen en crisis. Het meest eenvoudige voorbeeld hiervan is het blussen van een brand. Repressieve maatregelen hebben tot doel om de onveilige situatie te beëindigen en de schade zoveel mogelijk te beperken.
NazorgNazorg omvat alle activiteiten die dienen om terug te keren naar de ‘normale situatie’. Dat hoeft niet per se de oude situatie te zijn. Immers, van een ramp kan men geleerd hebben dat sommige zaken juist anders moeten. De term ‘nazorg’ omvat meer dan alleen aandacht voor de slachtoffers (het menselijke element). Nazorg kan ook betrekking hebben op schadereductie (het economische element), het verantwoordingstraject (het juridische element) en het evalueren van de gebeurtenissen (het leerelement).
Overigens is het niet altijd duidelijk welke maatregel onder welke schakel van de veiligheidsketen valt. Een voorbeeld hiervan is een sprinklerinstallatie. De vraag is of hiermee een brand voorkomen wordt (preventie) of dat hiermee een brand bestreden wordt (repressie). Er valt zelfs wat voor te zeggen als je een sprinklerinstallatie plaatst onder de schakels ‘proactie’ of ‘preparatie’. Het is dus mogelijk dat een maatregel onder meerdere schakels geschaard kan worden.

## De veiligheidsketen en de Deming-cirkel
De veiligheidsketen vertoont veel overeenkomsten met de kwaliteitscirkel van Deming, of PDCA-cyclus. Beide methodieken vormen een cyclisch proces van fasen die continu in elkaar overlopen. Hiermee wordt gewerkt aan een voortdurende terugkoppeling en kwaliteitsverbetering. De output van de ene schakel vormt de input voor de andere schakel. Verder komen sommige schakels van de Deming-cirkel tot op zekere hoogte overeen met  de schakels van de veiligheidsketen. De schakel ‘nazorg’ heeft bijvoorbeeld als doel om te leren van fouten en op grond hiervan de aanpak van veiligheid bij te stellen, wat overeenkomt met de schakel ‘act’ van de Deming-cirkel. De schakels proactie en preparatie dwingen veiligheidskundigen om planmatig naar veiligheid te kijken. In de Deming-cirkel wordt dan gesproken over de ‘planfase’.